# Фридрих Антон Вальдек-Пирмонтский
Фридрих Антон Ульрих Вальдек-Пирмонтский (нем. Friedrich Anton Ulrich von Waldeck; 27 ноября 1676, Бад-Арользен, Гессен или Вальдек, Гессен — 1 января 1728, Бад-Пирмонт, Нижняя Саксония) — правитель (с 1706 года — граф, с 1712 года — князь) Вальдек-Пирмонта.

## Биография
Фридрих Антон Ульрих был сыном владетельного графа Кристиана Людвига Вальдекского и Анны-Елизаветы фон Раппольтштейн. В 1706 году, после смерти отца, он стал главой Вальдекского дома. С 1706 по 1712 год Фридрих Антон Ульрих именовался графом фон Вальдек унд Пирмонт. 6 января 1712 года император Карл VI даровал ему титул князя. С той поры титул Фридриха Антона Ульриха стал звучать, как князь цу Вальдек унд Пирмонт.
Глава Вальдекского дома развернул бурное строительство. Он построил охотничий домик Фридрихсталь (1701 год) в имении Зельбах, перестроил в стиле барокко замок Пирмонт (1706 год), дворец Фридрихштайн в Бад-Вильдунгене (1707–1714 годы) и, наконец, роскошный дворец Арользен (1713–1729 годы). Арользен в 1719 году был объявлен главной княжеской резиденцией. 
Строительство дворцов и реконструкция замков привели к обременению маленького княжества Вальдек-Пюрмонт значительным долгом перед кредиторами.
После смерти князь был похоронен в часовне Святого Николая в бывшем монастыре Мариенталь около города Вальдек.

## Семья и потомки
18 октября 1700 года граф Фридрих Антон Ульрих фон Вальдек женился в городе Ханау на пфальцграфине Луизе Цвейбрюккен-Биркенфельдской (28 октября 1678 года — 3 мая 1753 года), дочери пфальцграфа Кристиана II. В браке родилось 11 детей:
- Кристиан Филипп (13 октября 1701 — 17 мая 1728), следующий князь Вальдек-Пирмонта. Женат не был. Детей не имел.
- Фридерика Магдалина (10 ноября 1702 — 4 декабря 1713)
- Генриетта (17 октября 1703 — 29 августа 1785), настоятельница аббатства Шаакен[нем.]
- Карл Август Фридрих (24 сентября 1704 — 19 августа 1763), князь Вальдек-Пирмонта. Был женат на Кристиане Пфальц-Цвейбрюккенской. Имел 7 детей.
- Эрнестина Луиза (6 ноября 1705 — 16 мая 1782), в 1737 году вышла замуж за пфальцграфа Фридриха Бернхарда Биркенфельд-Гельнхаузенского (1697—1739), сына пфальцграфа Иоганна Карла. Имела двух дочерей.
- Людвиг Франц Антон (5 мая 1707 — 24 июля 1739), женат не был. Детей не имел.
- Иоганн Вильгельм (9 июня 1708 — 30 ноября 1713)
- Софи Вильгельмин Элизабет (4 января 1711 — 10 августа 1775), была замужем за Фредериком Августом Фогельсангом. Детей не имела.
- Франциска Кристиана Эрнестина (9 мая 1712 — 6 января 1782), замужем не была. Детей не имела.
- Луиза Альбертина Фридерике (12 июня 1714 — 17 марта 1794), настоятельница аббатства Шаакен[нем.]
- Иосиф (14 августа 1715 — 19 февраля 1719)